# 壓實
壓實（英語：compaction）是指沉積物由於載荷壓力的影響而逐漸失去其孔隙度的過程。
這也是石化過程的一部分。當沉積物最初沉積時，它的顆粒框架是開放性的，孔隙空間通常充滿水。
隨著更多的沉積物在上方沉積，所承受的載荷壓力增加，導致孔隙率降低，主要是通過更有效的顆粒堆積和壓力溶解。
沉積物的初始孔隙度取決於其岩性。泥岩的孔隙度大於 60%，砂岩通常約為 40%，碳酸鹽有時高達 70%。
油氣勘探井的資料有明顯的孔隙度隨深度降低的趨勢。壓實趨勢的估計可用於分析盆地演化（例如，沉降）和評估油氣藏.